# 閻維玉
閻維玉（1864年—？年），字正堃，山西省太原府太谷縣（今屬晉中市）人，清朝政治人物。

## 生平
光緒十一年（1885年）乙酉科山西鄉試舉人。光緒十五年（1889年）己丑科殿試第三甲第一百四十七名同進士出身。同年五月，著交吏部掣签，分发各省以知县即用。籤分江蘇省常州府無錫縣知縣。